# Болтаев, Шавкат Наврузович
Шавка́т Навру́зович Болта́ев (тадж. Шавкат Болтаев, узб. Shavkat Boltaev; 20 января 1957, Бухара, Узбекская ССР, СССР — 18 марта 2022, Бухара, Узбекистан) — советский и узбекистанский фотограф-документалист, основатель бухарской школы фотографии.

## Семья
Отец, Навруз Болтаев, относил себя к иранцам, его предки приехали в Бухару с территории Персии в XVII—XVIII веках; предки по материнской линии — таджики; есть, по словам самого Болтаева, в его роду и афганцы. В семье Болтаевых распространено трёхъязычие: дома используют таджикский язык, школьное образование получают на узбекском, многие члены семьи свободно разговаривают на русском; сами Болтаевы считают себя коренными бухарцами. Семья большая даже по меркам Узбекистана: только в Бухаре проживает около тысячи человек; у родителей Шавката было 10 детей, у его старшего брата — 12, он сам воспитал шестерых.
Традиционным занятием семьи Болтаевых было медничество, в XX веке они перешли на кузнечное дело. Навруз Болтаев увлекался пением, хорошо понимал макомы.

## Биография
Родился 20 января 1957 года в Бухаре. Ребёнком Шавкат был непослушным, так что родители решили отдать его в восьмилетнюю школу, расположенную на некотором отдалении от дома, чтобы не получать жалоб от учителей, но затея провалилась — классная руководительница Шавката оказалась соседкой семьи. Тогда же родители отдали сына в музыкальную школу, где тот обучался игре на гиджаке. Сверх этого он занимался рисованием и резьбой по дереву.
В детстве, по его собственным словам, он мечтал стать инженером из-за красивого звучания слова, совершенно при том не представляя сути этой профессии. В 6 классе друг из музыкальной школы познакомил Шавката с фотографией — научил снимать на свою «Смену», а также проявлять фотографии. Примерно в это же время Шавкат увлёкся кино как профессией, с которой можно выезжать за рубеж — в Бухаре часто снимали различные фильмы, и будущий фотограф посещал съёмочные площадки после школы. Поняв, что фотография у него получается отлично, в 1970 году Шавкат попросил отца купить ему фотоаппарат. Но тот не воспринимал увлечение сына всерьёз и купил тому более дорогой чем фотокамера велосипед «Орлёнок». Спустя месяц Шавкат тайком от отца продал на базаре велосипед, стоивший около 40 рублей, выручив только 10, и, взяв ещё 5 рублей у матери, купил свою первую фотокамеру «Смена-8М».
После приобретения фотокамеры попытался записаться в кружок фотографии, но там не было мест. Тогда он занялся самообразованием: покупал книги, ходил на выставки. По окончании школы поступил в музыкальное училище. При этом он мечтал уехать в Москву и поступить во ВГИК, даже вёл тайком от родителей переписку с приёмной комиссией, но отец запретил ему уезжать, разрешив сыну заниматься чем угодно, но в Бухаре. Связано это было в первую очередь с замыслом оставить Шавкату, как младшему сыну, семейный дом постройки 1907 года. После окончания училища Шавкат стал преподавать в музыкальной школе, поступив на исторический факультет Бухарского педагогического института. В 1985 году одновременно с работой в музыкальной школе Болтаев открыл в здании караван-сарая Олимджон собственную кинофотостудию «Ситора», где начал с единомышленниками снимать небольшие короткометражные фильмы, которые в дальнейшем принимали участие в кинофестивалях в Москве, Ленинграде, Баку и других городах СССР.
Успех короткометражек и фотостудии в целом заставил Болтаева уйти с преподавательской должности в музыкальной школе. Со временем при фотостудии появилась небольшая фотогалерея, снимки стали продаваться. Все приезжавшие в город съёмочные группы стали консультироваться на фотостудии — в киноиндустрии считалось, что местные фотографы лучше всего знают город и могут порекомендовать места и людей, наиболее визуально подходящие под конкретную задумку. С распадом СССР в город стали приезжать кинодеятели и из других стран, так что к началу 2000-х годов Болтаев стал широко известен во всём мире. Его приглашали участвовать во многих фотоконкурсах и фестивалях, в некоторых из них он был членом жюри. В 2003 году на базе фотостудии Болтаев открыл Бухарский центр развития творческой фотографии, выставки которого в дальнейшем прошли как в Узбекистане, так и за его пределами.
Болтаев часто принимал гостей в своём доме, унаследованном от родителей, в 2010-х годах он открыл в нём хостел. При этом он и сам путешествовал, посетив более 40 стран.
В январе 2022 года у Болтаева диагностировали рак щитовидной железы, пожертвования на дорогостоящее лечение приходили со всего мира. 9 марта было объявлено о приглашении Болтаева на международную выставку «Art Nou Millenni» в Барселоне, а 18 марта Болтаев скончался в Бухаре.

## Творчество
Главной темой в творчестве Болтаева всегда была Бухара и её окрестности. Причём в его объективе оказывались как городские пейзажи и отдельные архитектурные объекты, так и зарисовки из быта жителей города. Два самых известных фотопроекта Болтаева посвящены бухарским евреям и бухарским цыганам, фотограф работал над ними более 20 лет — с конца 1990-х годов, результаты работы публиковались, в том числе, в New York Times. Снимал он и во время заграничных поездок — в 2007 году в Галерее изобразительного искусства Национального банка Узбекистана прошла фотовыставка «Европа глазами узбекистанца», где демонстрировались работы Болтаева, сделанные в Европе. Ещё один проект Болтаева под названием «Бухарчики» был посвящён детям, эвакуированным в Бухару из Польши во время Второй мировой войны.
Сам Болтаев считал главной характеристикой своего творчества искренность. Он не признавал редактирования снимков и, несмотря на то, что с 2008 года по настоянию друзей перешёл к цифровым фотокамерам, считал плёночную фотографию более «живой». Также он, по его словам, будучи в Нью-Йорке во время теракта 11 сентября, отказался «снимать людское горе» вопреки заверениям знакомых в том, что эти фотографии принесут ему известность и деньги.
Помимо фотографии, в 2010-х годах Болтаев увлёкся живописью, рисовал акрилом. По его словам, он экспериментировал с разными жанрами, но старался, чтобы картины получались «детскими».